# Wandelflugzeug

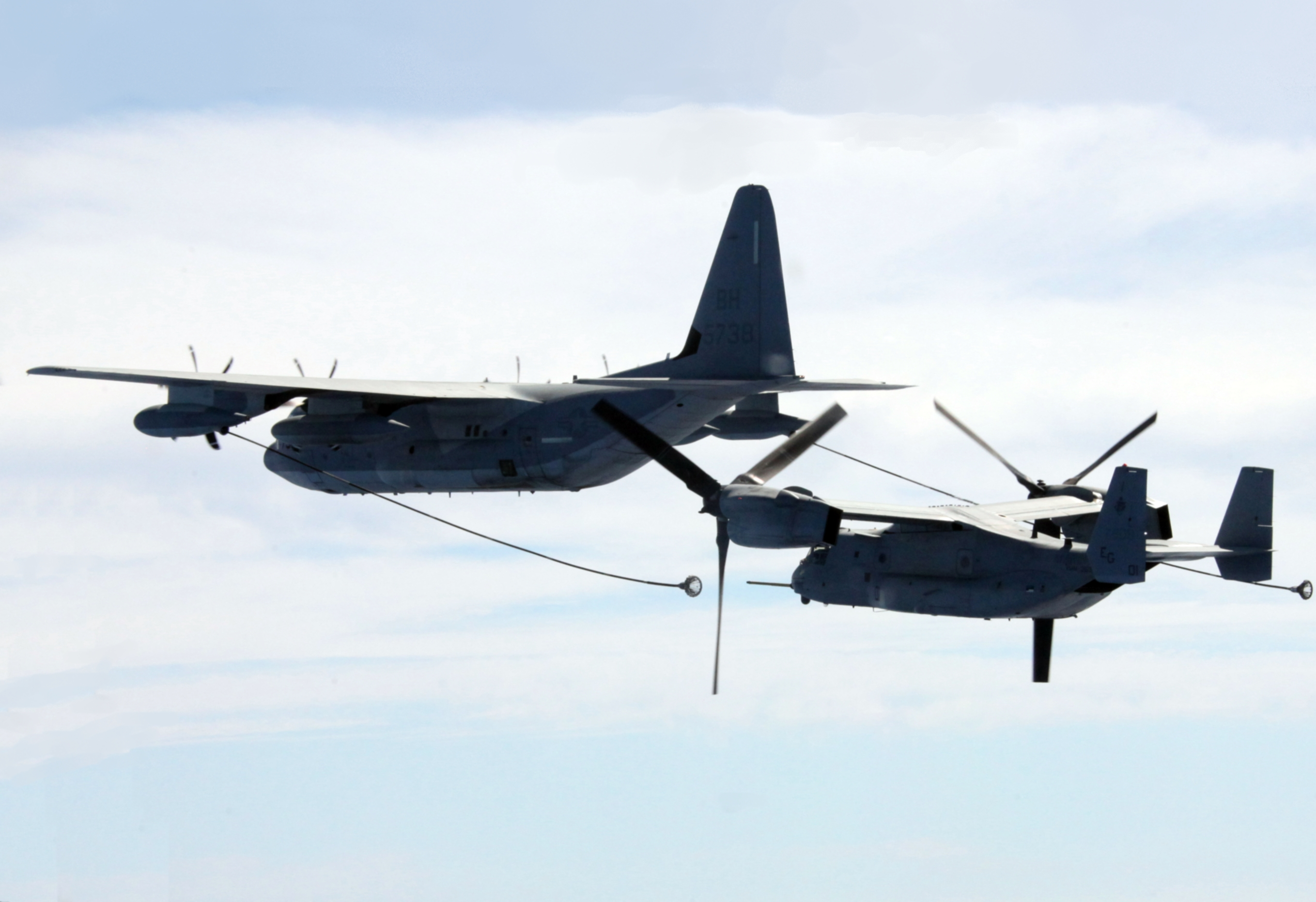
Luftbetankung einer MV-22 des USMC durch eine KC-130J über dem Mittelmeer

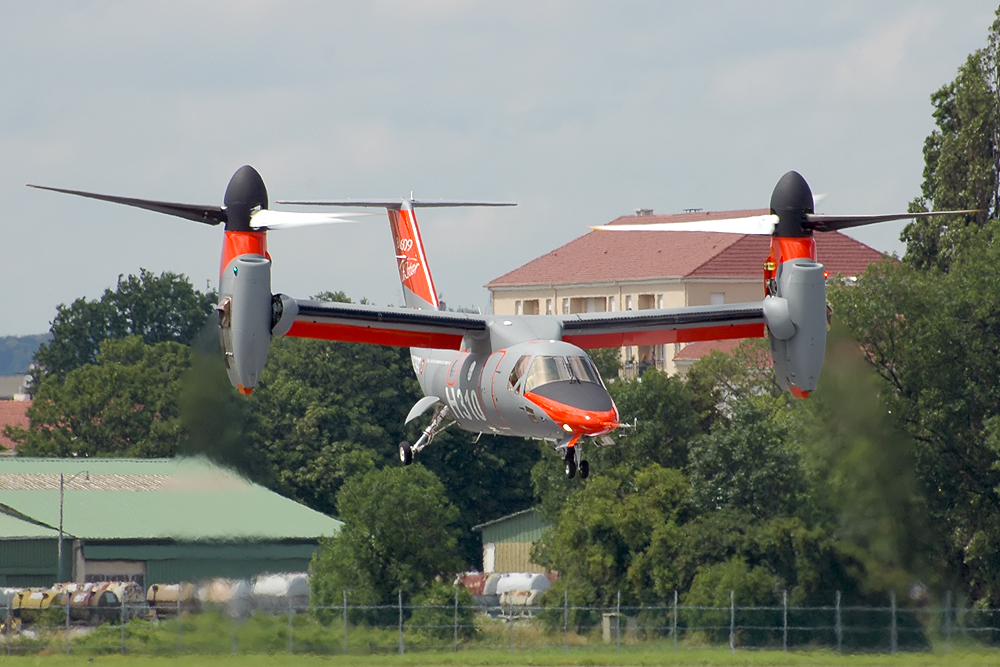
AgustaWestland AW609 im Schwebeflug (2007 noch Bell-Agusta BA-609)

Wandelflugzeug (englisch Convertiplane für convertible plane) ist die Bezeichnung für ein senkrecht start- und landefähiges Luftfahrzeug, das in der Lage ist, während des Fluges die Flugmodi (Flugzustände) zu wechseln. Als für ein Wandelflugzeug relevante Flugzustände werden der Schwebeflug im Hubschrauber-Modus, die anschließende Transition zum Horizontalflug und der Horizontalflug als Starrflügelflugzeug angesehen.
Bis 2012 hat jedoch noch kein Baumuster die wirtschaftliche Konkurrenzfähigkeit gegenüber konventionellen Hubschraubern nachgewiesen. So muss die Fähigkeit zu senkrechtem Start und Landung (VTOL) zusammen mit der größeren Geschwindigkeit und Reichweite eines Wandelflugzeugs die wirtschaftlichen Nachteile des höheren Treibstoffverbrauchs, höherer Anschaffungskosten und erhöhter Lärmemission aufwiegen. Derzeit wird lediglich im militärischen Bereich die Bell-Boeing V-22 vorwiegend als Kampfzonentransporter eingesetzt und bewährt sich im Einsatz.
Mit der Ende 2017 zum ersten Mal geflogenen Bell V-280 befindet sich ein weiteres militärisches Wandelflugzeug in der Erprobung. Die Entwicklung findet im Rahmen des Programms Future Vertical Lift (FVL) der US Army statt. Im zivilen Sektor befindet sich die ursprünglich von Bell-Boeing konzipierte und 1996 öffentlich vorgestellte Leonardo AW609 in der Erprobung. Die Serienfertigung sollte ursprünglich 2020 anlaufen, das erste Serienexemplar (AC5) hatte jedoch erst im Oktober 2022 seinen Erstflug.
Einen starken Aufschwung erfuhr das Konzept des Wandelflugzeugs seit dem Beginn der 2000er Jahre durch eine Vielzahl von Entwicklungen autonomer Flugtaxis, die vorwiegend im innerstädtischen Personentransport, entsprechend dem Konzept der Urban Air Mobility eingesetzt werden sollen. Zu nennen sind hier beispielsweise Bell Nexus, Lilium Jet und Zeva Aero.

## Definition
Nach der Definition von Gersdorff & Knobling sind Wandelflugzeuge dadurch gekennzeichnet, dass sie wie Hubschrauber starten und landen und beim Übergang in den Reiseflug ihre Konfiguration in ein Flächenflugzeug ändern. Demnach zählen zu dieser Kategorie Kippflügel-, Kipprotor-, Schwenkrotor-, Einziehrotor- und Stopprotorflugzeuge. Allgemeines Ziel ist es, „die günstigen Eigenschaften des Drehflüglers mit denen des Starrflüglers zu vereinen“. Eine gleichlautende Definition gibt auch Polte.
Weiter gefasst ist die Definition für Convertiplanes im englischsprachigen Raum. Hier werden zusätzlich Luftfahrzeuge eingeordnet, die auch im Horizontalflug einen mitdrehenden Rotor in einem angetriebenen Autorotationsmodus (Unloaded-Rotor-Technik) verwenden. Beispiel hierfür ist der auch in der US-Army-Kategorie XV als Convertiplane eingeordnete McDonnell XV-1. Diese Luftfahrzeuge werden im deutschsprachigen Raum üblicherweise als Verbund-Flugschrauber bezeichnet. Generell sind rein strahlgetriebene VTOL-Flugzeuge damit keine Wandelflugzeuge.

## Konstruktive Auslegung
Bei Wandelflugzeugen wird im Besonderen die Erhöhung der Reise- bzw. Marschgeschwindigkeit gegenüber reinen Hubschraubern angestrebt. Kipprotor und ähnliche Auslegungen vermeiden den negativen Einfluss des aerodynamischen Widerstands der Rotorblätter und der Rotornabe. Da der parasitäre Widerstand der Rotorblätter mit der dritten Potenz der Drehzahl wächst, ist bei den Konstruktionen mit nicht kipp- oder verstaubarem Rotor (Verbundflugschrauber) für den Schnellflug eine möglichst kleine Rotordrehzahl vorteilhaft. Wird die Drehzahl zu klein, kann das rücklaufende Blatt nicht mehr genügend angestellt werden, um noch genügend Auftrieb zu erzeugen. Auch im Schnellflugmodus muss deshalb der Rotor soweit angetrieben werden, dass kein Strömungsabriss an den rücklaufenden Blattspitzen erfolgt. Kann der Rotor jedoch zum Schnellflug im Rumpf verstaut werden, ist ein Wandelflugzeug theoretisch in der Lage, Geschwindigkeiten wie ein Starrflügelflugzeug zu erreichen. Bei der praktischen Erprobung unterschiedlicher Konzeptionen zeigte sich jedoch, dass vor allem die beim Kippen der Rotoren beim Übergang vom Schwebeflug in den horizontalen Vorwärtsflug auftretenden aerodynamischen Instabilitäten des Rotors zu kritischen Flugphasen führen können.
Legt man die enger gefasste Definition für Wandelflugzeuge, ohne die Einbeziehung von Verbund-Flugschraubern, zugrunde, ergeben sich die nachstehenden konstruktiven Auslegungen für Wandelflugzeuge.

### Stopprotor/Staurotor
Die Technik des Stopprotors wurde von der Herrick HV-2, einem der ersten bekanntgewordenen Wandelflugzeuge, bereits in den 1930er Jahren eingesetzt. Hierbei konnte die obere Tragfläche eines Doppeldeckers bei Start und Landung rotieren, während sie im Horizontalflug als oberer Flügel fixiert wurde. In den 1950er Jahren reichte Sikorsky seinen Entwurf XV-2 im Rahmen einer Ausschreibung der US Army ein. Der Einblattrotor sollte hierbei nach dem Stoppen im oberen Rumpfteil verstaut werden. Nach der Evaluationsphase musste das Projekt jedoch aufgegeben werden. Das Messerschmitt-Projekt Me 408, das zwei faltbare Staurotoren vorsah, kam Ende der 1960er Jahre nicht über die Entwurfsphase hinaus.
Ein weiteres Projekt war das 1998 angekündigte Programm Canard Rotor Wing (CRW) der DARPA, das einen großen Entenflügel, doppelte Leitwerksträger und zwei von einem Turbofan angetriebene Rotoren aufwies. Der vertikale Start erfolgte mit den Rotoren über einen vom Strahltriebwerk gespeisten Blattspitzenantrieb; nach der Transition sollte der Rotor fixiert und als weitere Tragfläche dienen. Im gleichen Jahr stellte Boeing auch seinen ähnlich ausgelegten schiffsgestützten Dragonfly-Entwurf für ein unbemanntes Fluggerät vor. Der Rumpf weist lediglich eine Länge von 5,19 m auf.

### Kipprotor
Einer der ersten Entwürfe war ein von Henry Berliner konstruierter Anderthalbdecker aus den frühen 1920er Jahren, der mit Kipprotoren an der unteren überstehenden Tragfläche ausgerüstet war. Das Hybridflugzeug soll bei Flugversuchen eine Geschwindigkeit von etwa 65 km/h erreicht haben. Die Rotorachsen konnten zwar nicht vollständig in die horizontale Lage gekippt werden, doch stellte der Entwurf von Berliner eine der ersten Anwendungen dieser heute noch üblichen Auslegung für Wandelflugzeuge dar.
Ein weiterer Entwurf mit dieser Auslegung war die von George Lehberger im September 1930 patentierte „Lehberger Flying Machine“. Eine praktische Umsetzung erfolgte jedoch nicht.
In den späten 1930er Jahren wurde auch ein Patent für das britische Baynes Heliplane, ebenfalls ein Kipprotorentwurf, erteilt, konnte jedoch wegen fehlender finanzieller Unterstützung des Erfinders nicht verwirklicht werden. Das Pearse Convertiplane aus den 1940er Jahren war ein einmotoriges Kipprotorflugzeug, das jedoch nicht geflogen ist.
Einer der ersten deutschen Entwürfe, der prinzipiell als umsetzbar anzusehen ist, war die Focke-Achgelis Fa 269, die ab 1941 im Auftrag des RLM entwickelt wurde. Vorgesehen waren hierbei Druckpropeller, die aber, im Unterschied zu den bisherigen Konstruktionen, für den Schwebeflug nach unten gekippt werden sollten.
In den USA entwickelten Haviland Platt und Wynn LePage auf Grundlage des Hubschraubers Platt-LePage XR-1 1950 eine Kipprotorkonstruktion, die ein Fluggewicht von 26 t aufweisen sollte, aber ebenfalls über das Reissbrettstadium nicht hinauskam. Aus der gleichen Zeit (1947) stammt auch der Entwurf des Transcendental Aircraft Corporation (TAC) Model 1-G. Konstrukteur war Bob Lichten, der seine bei Platt LePage gewonnenen Erfahrungen mit dem Kipprotorkonzept bei TAC einbrachte. Die 1-G absolvierte mehr als 100 Flüge, wobei partielle Transitionen bis auf 10° an den horizontalen Flugmodus heranreichten, ehe die Maschine am 20. Juli 1955 bei Flugversuchen in die Chesapeake Bay abstürzte. Der Pilot blieb jedoch unverletzt, da der Absturz im flachen Uferbereich erfolgte. Die 1-G gilt als das erste Wandelflugzeug, das erfolgreich den Übergang zwischen den unterschiedlichen Flugmodi demonstrieren konnte. Auch die Versuche mit dem vergrößerten Nachfolgemodell TAC Model 2 wurden wegen fehlender finanzieller Mittel 1957 eingestellt.
In den 1950er Jahren begann die US Army zusammen mit der US Air Force ein Forschungsprogramm zur Untersuchung der Umsetzbarkeit eines Hochgeschwindigkeits-VTOL-Luftfahrzeugs zur Ergänzung der vorhandenen Hubschrauber. Drei Konzepte wurden gefördert, von denen die XV-3 von Bell die erfolgreichste Konstruktion war. Mit der XV-3 wurden zum ersten Mal umfangreiche Untersuchungen zu den schwierig zu beherrschenden aeroelastischen Instabilitäten der Kombination von Rotor, Rotorgondeln und Tragflächen durchgeführt. Hierzu gehörten sogar Versuche mit einem Exemplar im Großwindkanal des Ames Research Center.
Erste Erfolge hatte Bell mit der XV-15. 1981 schrieb das USMC unter der Bezeichnung „VHXM“ einen Auftrag für einen fortgeschrittenen VTOL-Kampfzonentransporter aus. Diese wurde jedoch aufgegeben und durch eine gemeinsame Ausschreibung aller Teilstreitkräfte (JVX: „Joint services, Vertical lift, Experimental“) ersetzt. Geplant war 1982 die Beschaffung von 1086 Maschinen. Dieses Konzept mündete schließlich in die Bell V-22.
Als eigene Untergruppe der Kipprotorflugzeuge können die Muster mit kippbaren Mantelpropellern angesehen werden. Hierzu zählen die Doak VZ-4, die ihren ersten Schwebeflug im Februar 1958 durchführte, die 1968 zuerst geflogenen Nord 500 und die von 1966 bis 1980 erprobte Bell X-22.
Kipprotormuster, die sich noch in der Erprobung befinden, sind die AgustaWestland AW609 (Erstflug 2003) und eine Variante der Vahana (Erstflug 2018).

### Kippflügel
Als besonderen Vorteil der Kippflügelauslegung kann man den während der Transitionsphase optimalen Strömungsverlauf über die Steuerflächen ansehen. Ebenfalls wird der Downwash nicht behindert, da die hochgestellte Tragfläche die Rotorströmung nach unten nicht wesentlich abschirmt und damit Auftriebsverluste vermieden werden. Als größter Nachteil ist die Windempfindlichkeit einer senkrechten Tragfläche im Schwebeflug, die wie ein „Scheunentor“ wirkt, zu nennen. Der Kippmechanismus, der große Kräfte übertragen muss, erhöht das Gesamtgewicht des Flugzeugs mehr als beim Kipprotorkonzept.
Als eines der ersten ausgearbeiteten Konzepte gilt der „Converta-Wing“ von D.H. Kaplan aus den 1950er Jahren. Bei diesem gemeinsamen Vorhaben von Navy und Air Force sollten zwei Boeing-Gasturbinen den Antrieb für die Rotoren an den Tragflächenenden liefern. Die Rotorblätter waren im Verhältnis zu späteren Entwürfen relativ kurz und sollten mit hoher Drehzahl betrieben werden. In den späten 1950er Jahren untersuchte die NASA, u. a. auch im Großwindkanal in Langley, ein Muster mit sechs ebenfalls kurzblättrigen Rotoren, die über einen 1000-PS-Elektromotor angetrieben werden sollten. Zur Auftriebserhöhung dienten doppelt geschlitzte Klappen, die über 60 % der Tiefe reichten.
Andere ausgeführte Kippflügelprojekte waren:
- Vertol VZ-2, das erste Kippflügelflugzeug, das als Demonstrator die volle Verwendungsfähigkeit dieser Technik aufzeigen konnte. Der Erstflug erfolgte im April 1957 und die erste vollständige Transition (Senkrechtstart - Horizontalflug - Senkrechtlandung) im Juli 1958. Die VZ-2 führte 450 Flüge und 34 vollständige Transitionen durch.
- Hiller X-18; das einzige Exemplar baute auf dem Rumpf einer Chase XC-122 auf und flog im November 1959 zum ersten Mal. Die X-18 besaß neben den zwei Allison T40 Turboprop-Triebwerken noch ein Westinghouse J34 zur Steuerung um die Nickachse.
- Kaman K-16B, ein Projekt der US Navy vom Anfang der 1960er Jahre für ein Kippflügel-Flugboot, das auf einer Grumman JRF Goose aufbaute. Der Flügel konnte nur bis zu einer 50°-Stellung geschwenkt werden. Zwei General Electric T58 trieben je einen im Durchmesser 4,58 m messenden Propeller an. Es fanden jedoch aus ungeklärten Gründen lediglich Windkanaluntersuchungen und keine Flugversuche statt.
- Ling-Temco-Vought XC-142; dieses Programm sollte zum Nachweis der Einsatzfähigkeit eines VTOL-Transporters unter Feldeinsatzbedingungen dienen und war der erste gemeinsam von allen US-Streitkräften getragene VTOL-Entwurf. Die erste Transition wurde im November 1964 durchgeführt.
- Canadair CL-84; der erste von vier gebauten Prototypen führte die erste erfolgreiche Transition im Januar 1966 durch.

## Weitere Wandelflugzeuge
- Aerospatiale X-910 (Projekt, bis zu 6 Passagiere)[17]
- Boeing Model 222 (auf Grundlage des Mitsubishi MU-2J-Rumpfs)
- Bell-Boeing Quad TiltRotor
- Curtiss-Wright X-100, Versuchsflugzeug mit zwei Kipprotoren, Erstflug 1959
- Curtiss-Wright X-19, zwei Wellenturbinen als Antrieb für vier Kipprotoren, geplant für kommerziellen Einsatz, Erstflug November 1963